# Baum (Segeln)
Der Baum ist ein Teil eines Segelbootes oder einer Segelyacht und dient zum Aufspannen und zum Einstellen (Trimmen) des daran befestigten Segels. Er wird nach dem Segel benannt, das an ihm befestigt ist. So heißt beispielsweise der Baum des Großsegels Großbaum, der Baum des Besansegels Besanbaum. In sehr seltenen Fällen finden sich auch Fockbäume zum Aufspannen der Fock, des gebräuchlichsten Vorsegels auf Yachten, die normalerweise ohne Baum gefahren wird. Auch der Spinnaker wird an einem Baum gefahren. 

## Großbaum

Großbaum einer Segelyacht:
(1) Baum
(2) Mast
(3) Lümmelbeschlag
(4) Segel
(5) Dirk
(6) Baumnock mit Umlenkrollen für Unterliekspanner und Reffleinen
(7) Großschot
(8) Baumniederholer
(9) Vorliekstrecker

Der Großbaum (1) für das Großsegel am Großmast, oder der Besanbaum für das Besansegel am Besanmast, ist an seinem einen Ende, in der Regel über das Lümmellager (3), mit dem Mast (2) verbunden und kann damit sowohl vertikal und horizontal geschwenkt als auch in vertikaler Richtung geführt bewegt werden. Das Segel (4) ist mit seiner Unterkante (dem Unterliek) am Baum befestigt. Es kann dabei „angereiht“ (das heißt mittels dünner Leine in spezieller Weise angebunden), oder mit Rutschern oder einem ins Segel eingenähten Liektau in eine Nut (der Keep) der Baumoberseite eingezogen sein.
Zum Aufspannen und Trimmen des Segels können am Baum zwei Flaschenzüge (Taljen) befestigt sein, mit denen der Baum nach unten gezogen wird. Eine Talje (9) dient als Cunninghamstrecker (Vorliekstrecker), spannt das Segel also im vorderen Bereich, die zweite Talje, der Niederholer oder Niederhalter (8), spannt das Segel im mittleren und hinteren Bereich. Durch eine Leine, die an der hinteren (im Bild rechten), unteren Segelecke (dem Schothorn) befestigt (angeschlagen) ist und um eine – im Bild nicht sichtbare – im Baum befindliche Rolle (6) geführt wird, kann auch das Unterliek des Segels gespannt werden.- Wenn der Vorliekstrecker fehlt, kann die Spannung des Vorlieks mit Hilfe des Großfalls eingestellt werden. Kleinere Boote haben oft keinen Vorliekstrecker, dann ist die Vorliekspannung durch die Position des Baumes einstellbar, dessen Lümmellager in verschiedenen Positionen einer Schiene am Mast einrasten kann. 
Um das Segel in den richtigen Winkel zum Wind zu bringen, ist am Baum die Schot (7) angeschlagen, meist über eine weitere Talje. 
Auf traditionellen Segelschiffen waren die Bäume zunächst aus massivem Holz, Ende des 19. und im 20. Jahrhundert meistens aus Stahl- oder Aluminiumrohr, gefertigt. Auf Segelyachten und Jollen sind sie meist aus Aluminium, auf Hochleistungsfahrzeugen auch aus kohlenstofffaserverstärktem Kunststoff.
Am Baum können, zusätzlich zu den genannten, noch weitere Leinen oder Vorrichtungen befestigt sein: Bullenstander, Dirk (5), Baumkicker statt des Niederholers, Lazy-Jacks oder Lazy-Bags (Maindrop), Großsegel-Bergesystem mit Baumpersenning, Baumbremse. Außerdem werden im oder am Großbaum – sofern keine Rollreffanlage vorhanden ist – in der Regel die Reffleinen geführt, die das jeweilige Schothorn des gerefften Segels fixieren und in manchen Fällen zugleich als Unterliekstrecker dienen.

## Klüverbaum

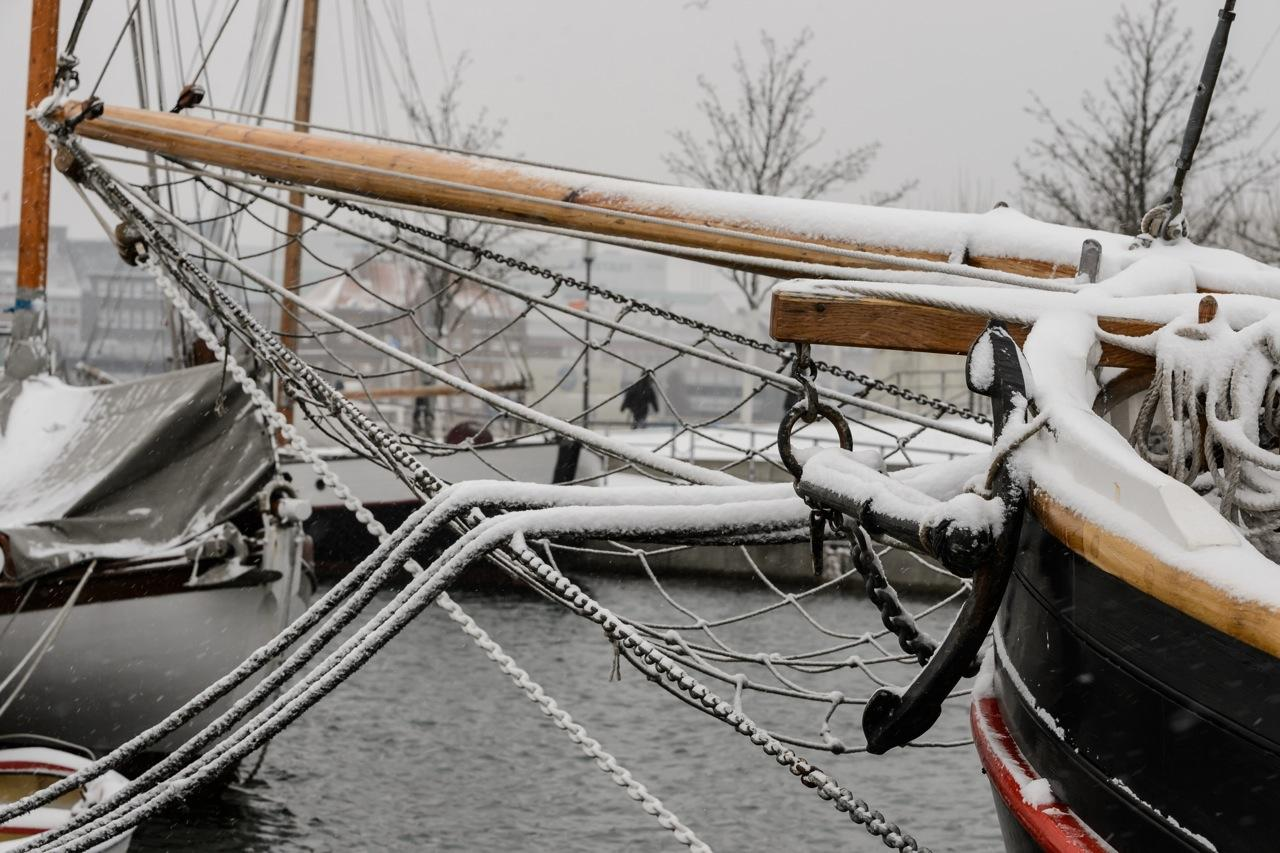
Klüverbaum

Der Klüverbaum verlängert die Takelage vor dem Bug. Er ist meist nach unten mit einem Wasserstag zum Vorsteven am Bug hin abgespannt und trägt nach oben am Klüverstag ein oder mehrere Klüversegel oder dient als Anschlagpunkt für ein Blistersegel. 

## Spinnakerbaum

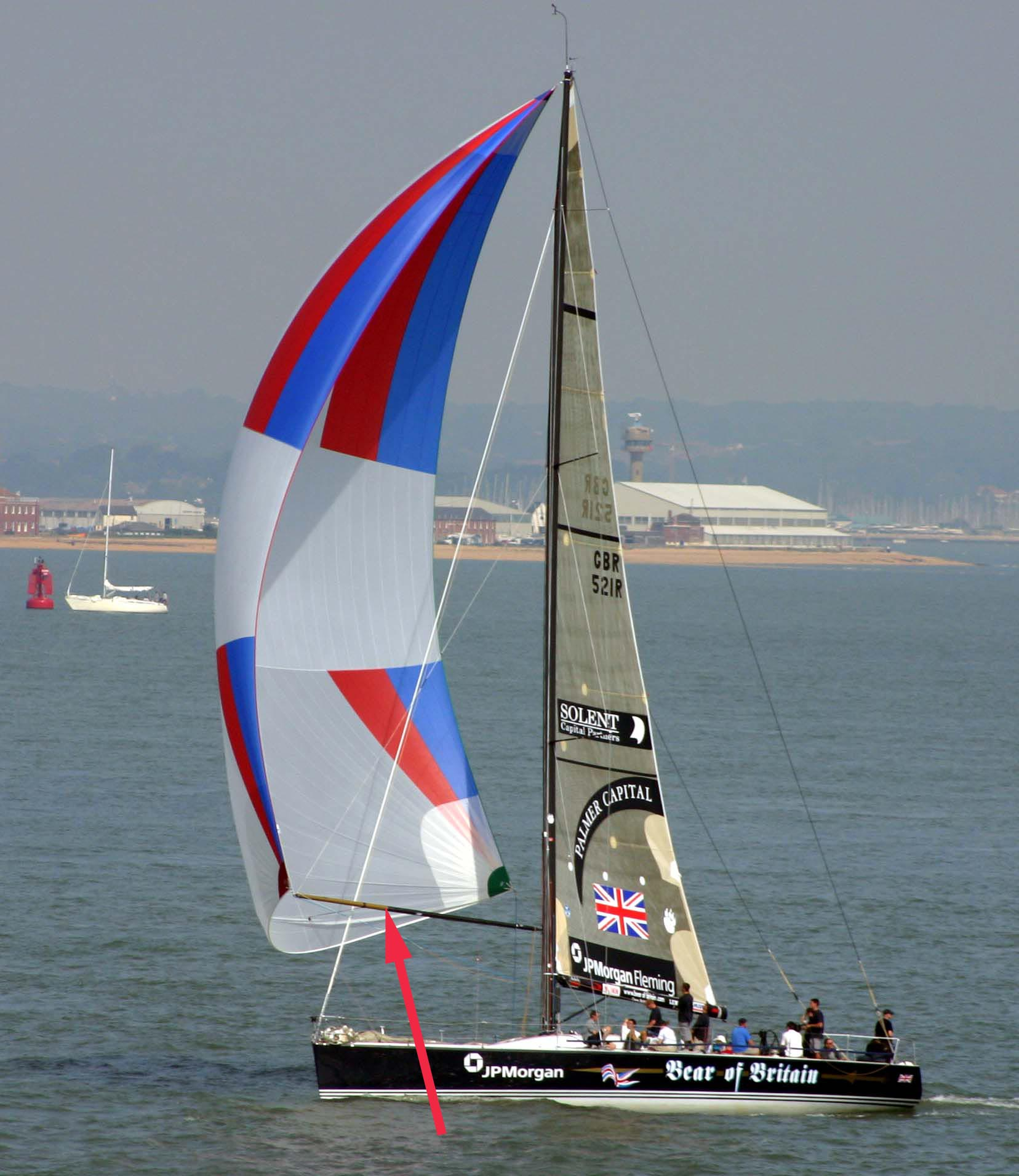
Spi-Baum

Der Spinnakerbaum oder Spi-Baum ist mit dem hinteren Ende am Mast befestigt, oben am Topnant aufgehängt und nach unten mit dem Niederholer abgespannt. Das vordere Ende liegt zwischen Vorstag und Wanten und hält über den Achterholer den Hals des Spinnakers. Anders als Groß- oder wenn vorhanden Fockbaum wird der Spinnakerbaum auf der Luvseite gefahren.
Beim Passatsegel auf Vorwindkurs kommen zwei Bäume zum Einsatz, je einer für jedes Segel. 
Beim Parasail reicht ein Baum.
Der Gennaker wird am Bugspriet und ohne Baum gefahren.
Der Blister wird am Bug und ohne Baum gefahren.

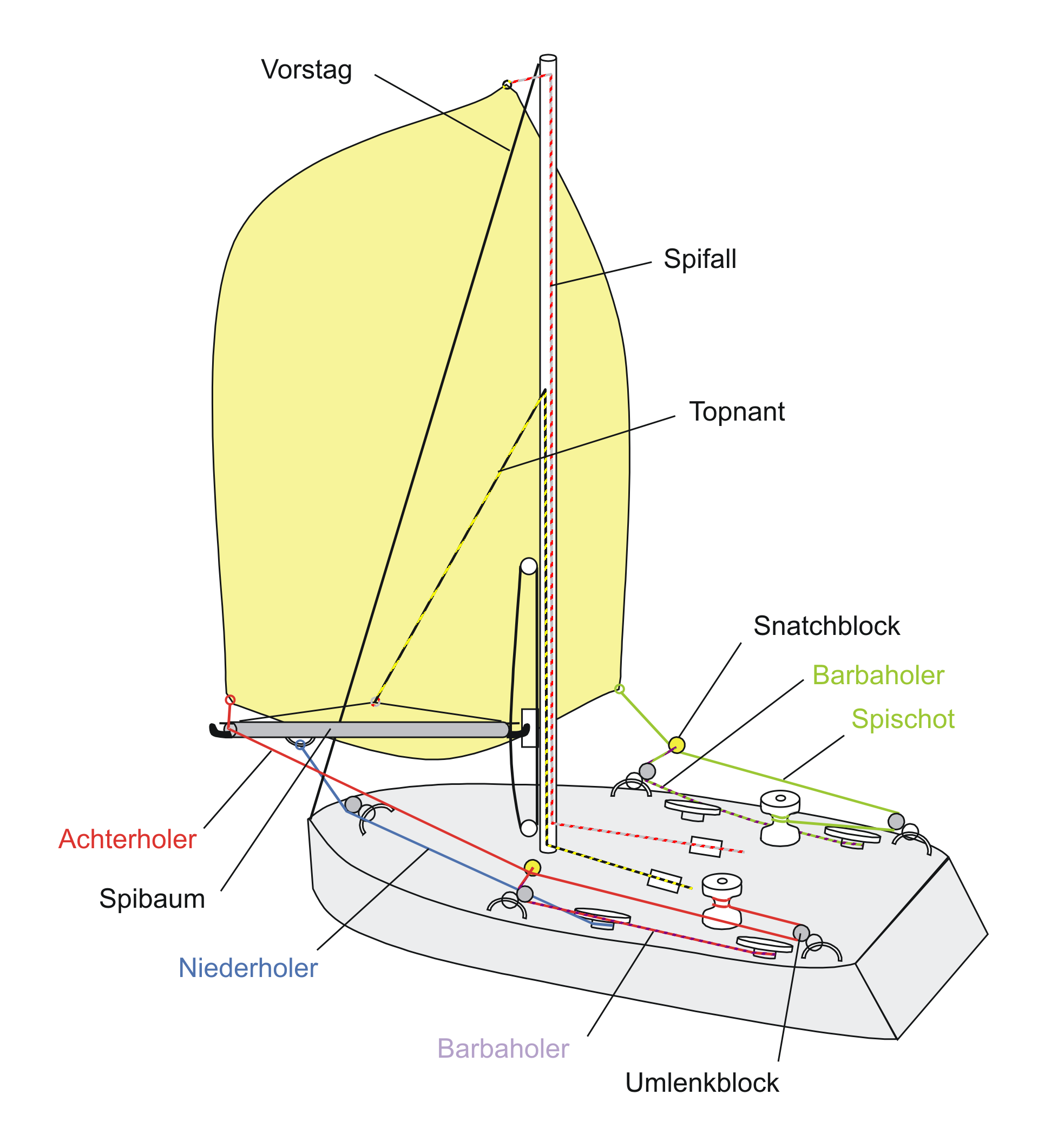
Spinnakerbaum
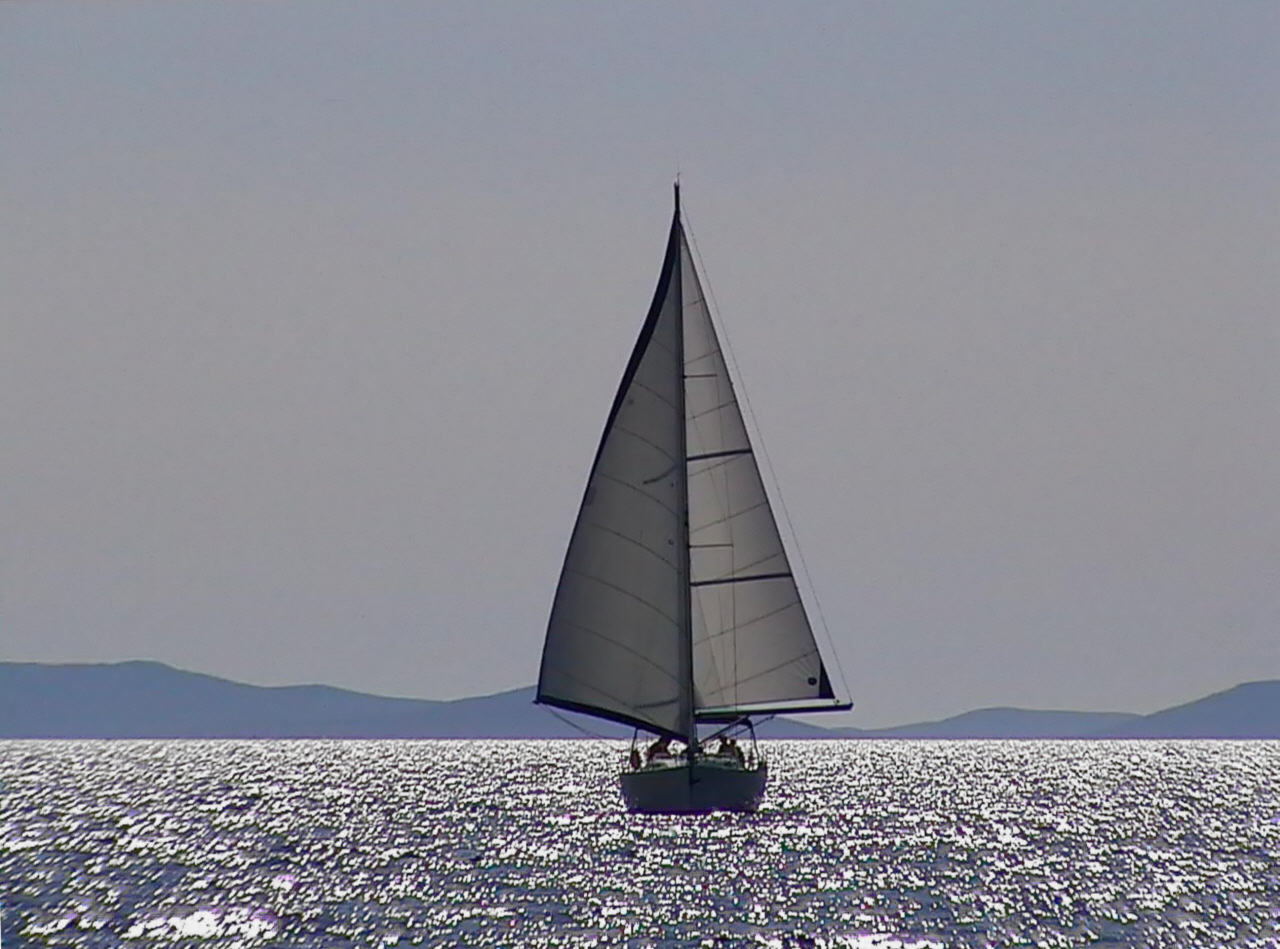
Passatsegel, 2 Bäume
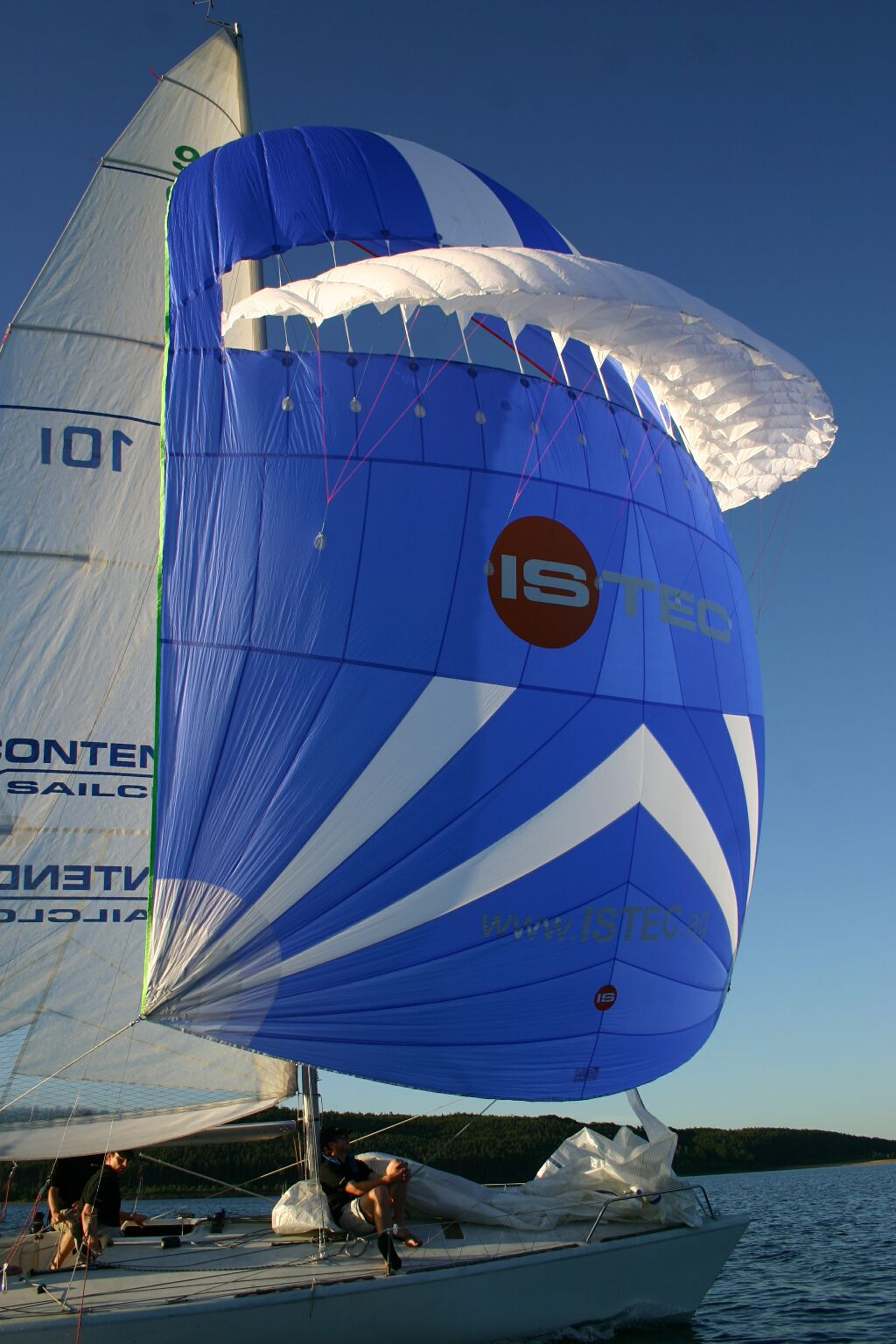
Parasail
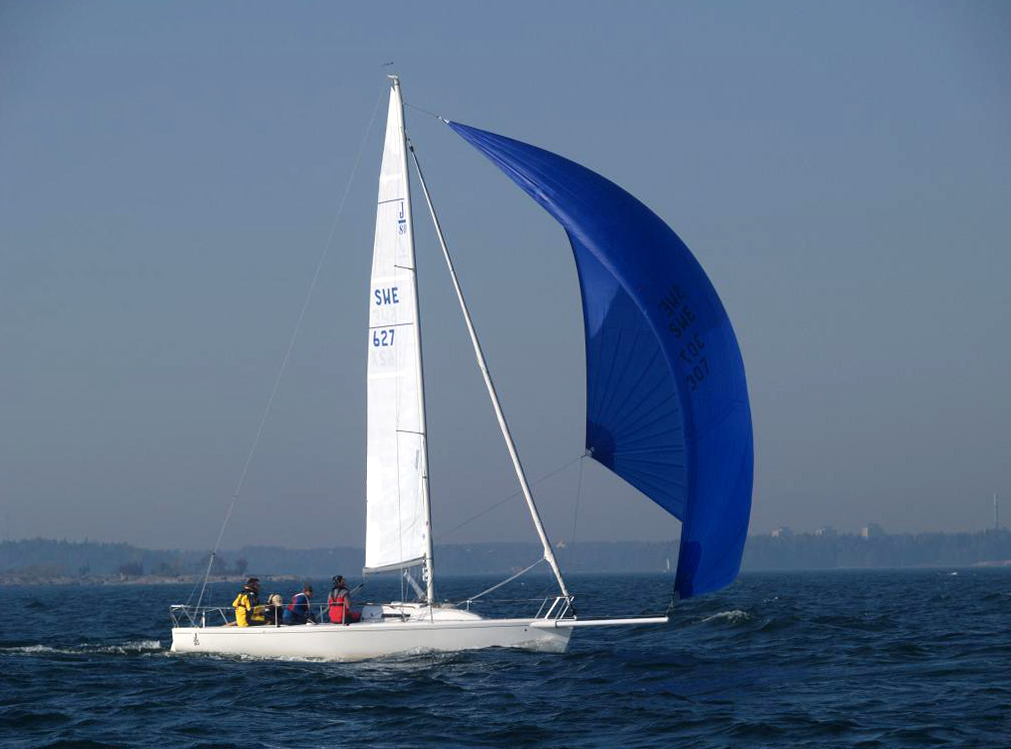
Gennaker

## Gabelbaum

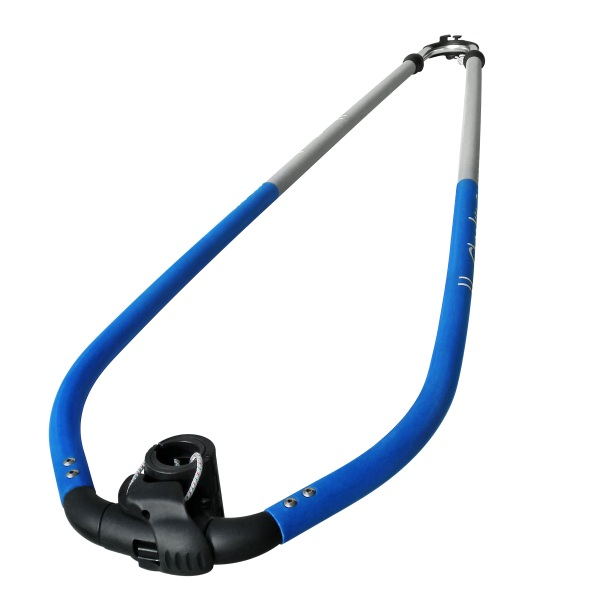
Gabelbaum

Bei Surfbrettern ist das Segel an einem Gabelbaum befestigt. Zwei gebogene Stangen umschließen das Segel waagrecht, damit es von beiden Seiten bedient werden kann. Der Gabelbaum wird etwa auf Brusthöhe am Surfmast befestigt. 

## Fockbaum
Der Fockbaum dient zur Aussteifung des Unterlieks der Fock. Damit wird über den Unterliekstrecker die Unterliekspannung kontrolliert, oft in Verbindung mit einer Selbstwendefock.